# 5 Dywizja Strzelców (RFSRR)
5 Dywizja Strzelców – związek taktyczny piechoty Armii Czerwonej okresu wojny domowej w Rosji i wojny polsko-bolszewickiej.

## Formowanie i walki
Formowana w lipcu 1918 na Powołżu jako 2 Penzeńska Dywizja Piechoty, od 11 września tego samego roku formowana ponownie jako 5 dywizja piechoty i 6 października oficjalnie przemianowana na 5 Dywizję Strzelecką. Walczyła z wojskami Kołczaka w składzie 2 i 5 Armii: w maju 1919 r. brała udział w walkach nad Wiatką (w czasie kontrofensywy Frontu Wschodniego Armii Czerwonej), w czerwcu - w operacji sarapulsko-wotkińskiej, następnie w czerwcu-lipcu 1919 r. w walkach o Krasnoufimsk i w sierpniu w zdobyciu Kurganu.
W kwietniu 1920 została przerzucona na Front Zachodni i weszła w skład 15 Armii. Podczas pierwszej ofensywy Tuchaczewskiego walczyła nad Berezyną. Pod Lipskiem pokonała II Brygadę 1 DLB. Przeniesiona do 3 Armii, wzięła udział w drugiej ofensywie Tuchaczewskiego. Dotarła do rejonu Nasielska i Modlina
4 lipca 1920 otrzymała zadanie: sforsować Berezynę w rejonie Berespola i w rejonie Mościszcza.
1 sierpnia 1920 dywizja liczyła w stanie bojowym 7248 żołnierzy z tego piechoty 5418, a kawalerii 577. Na uzbrojeniu posiadała 141 ciężkich karabinów maszynowych i 29 dział.
Podczas odwrotu Armii Czerwonej poniosła ciężkie straty pod Prosienicą w walce z polską 15 Dywizją Piechoty, a 21 i 22 sierpnia pokonana w walkach pod Zambrowem. Do niewoli dostał się jej sztab. Część oddziałów dywizji dotarła pod Białystok, gdzie zostały rozbite i złożyły broń. Na wschód przedarły się tylko szczątki dywizji. Niedługo potem dywizja została odtworzona. Zgłosili się do niej ochotniczo komuniści oraz ochotnicy z Łotwy. W ramach 3 Armii wzięła udział w bitwie nad Niemnem. Toczyła ciężkie walki z polską 21 Dywizją Piechoty, a następnie broniła rejonu Grodna. W trakcie odwrotu dotarła pod Lidę; 28 września poniosła ciężkie straty, ale zdołała przerwać się na wschód. W październiku broniła rejonu Mołodeczna.

## Dowódcy dywizji[1]
- Iwan Lelik (6 X 1918 - 12 VI 1919)
- Władimir Karpow (12 VI 1919 - 5 I 1920)
- Andriej Sazontow (5 I 1920 - 14 I 1920)
- Krajski (14 I 1920 - 5 IV 1920)
- Władimir Karpow (5 IV 1920 — 22 VII 1920)[5]
- Karl Griunsztejn (23 VII 1920 - 20 VIII 1920)[5]
- Władimir Popowicz (20 VIII 1920 - 3 XI 1920)[5]
- p.o. Piotr Klepow (3 XI 1920 - 13 XI 1920)
- Andriej Keppen (13 XI 1920 - 13 IX 1921)
- Konstantin Nejman (po czerwcu 1924)